# Rushell Clayton
Rushell Clayton (* 18. Oktober 1992 im Westmoreland Parish) ist eine jamaikanische Leichtathletin, die sich auf die 400 Meter Hürden spezialisiert hat. 2019 und 2023 gewann sie jeweils eine Bronzemedaille bei Weltmeisterschaften.

## Karriere
Erste Erfahrungen bei internationalen Meisterschaften sammelte Rushell Clayton im Jahr 2011, als sie bei den Panamerikanischen Spielen in Guadalajara mit 63,44 s in der ersten Runde über 400 Meter Hürden ausschied. 2014 gewann sie bei den U23-NACAC-Meisterschaften in Kamloops in 63,68 s die Bronzemedaille hinter den US-Amerikanerinnen Kiah Seymour und Tyler Brockington und mit der jamaikanischen 4-mal-100-Meter-Staffel sicherte sie sich in 45,90 s die Bronzemedaille hinter den Teams aus den USA und Kanada. Im Jahr darauf schied sie bei den NACAC-Meisterschaften in San José in 57,71 s im Vorlauf aus und 2018 belegte sie bei den Zentralamerika- und Karibikspielen (CAC) in Barranquilla in 55,30 s den vierten Platz. Im Jahr darauf siegte sie in 54,16 s bei den Anniversary Games in London und anschließend gewann sie bei den Panamerikanischen Spielen in Lima in 55,33 s die Bronzemedaille hinter der Kanadierin Sage Watson und Anna Cockrell aus den Vereinigten Staaten. Anschließend erreichte sie bei den Weltmeisterschaften in Doha das Finale und gewann dort mit persönlicher Bestleistung von 53,74 s ebenfalls die Bronzemedaille hinter den US-Amerikanerinnen Dalilah Muhammad und Sydney McLaughlin. 2022 wurde sie beim Bauhaus-Galan in 53,90 s Zweite und anschließend belegte sie bei den Weltmeisterschaften in Eugene mit 54,36 s im Finale den sechsten Platz. Daraufhin wurde sie bei den Commonwealth Games in Birmingham in 54,67 s Vierte und dann siegte sie in 53,33 s beim Herculis in Monaco. Ende August siegte sie dann in 53,75 s beim 58. Palio Città della Quercia in Rovereto.
2023 siegte sie in 54,41 s beim NACAC New Life Invitational und im August gewann sie bei den Weltmeisterschaften in Budapest in 52,81 s die Bronzemedaille hinter der Niederländerin Femke Bol und Shamier Little aus den Vereinigten Staaten. Kurz darauf siegte sie in 53,56 s bei den Xiamen Diamond League und wurde beim Memorial Van Damme sowie beim Prefontaine Classic jeweils Dritte. Im Jahr darauf siegte sie in 53,98 S beim Meeting International Mohammed VI d’Athlétisme de Marrakesch sowie in 54,02 s bei den Bislett Games. Bei der Bauhaus-Galan wurde sie in 53,78 s Zweite und bei den jamaikanischen Meisterschaften steigerte sie ihre Bestleistung auf 52,51 s. Daraufhin wurde sie beim London Athletics Meet in 53,24 s Dritte und belegte dann bei den Olympischen Spielen in Paris in 52,68 s im Finale den fünften Platz. Bei der Athletissima wurde sie in 53,32 s Zweite und beim Memoriał Kamili Skolimowskiej in 53,11 s Dritte.
In den Jahren 2019 und 2024 wurde Clayton jamaikanische Meisterin im 400-Meter-Hürdenlauf.

## Persönliche Bestleistungen
- 400 Meter: 51,81 s, 13. April 2024 in Gainesville
- 400 m Hürden: 52,51 s, 28. Juni 2024 in Kingston